# Факкини, Элиас
Элиас Факкини (итал. Elias Facchini, 2 июля 1839, Ченто, Феррара — 9 июля 1900, Тайюань) — святой Римско-Католической Церкви, священник, член монашеского ордена францисканцев, мученик.

## Биография
1 ноября 1859 года Элиас Факкини принял монашеские обеты и 18 декабря 1864 года был рукоположён в священника, после чего он отправился на миссию в Китай. В апреле 1868 года он прибыл в Тайюань, где он вскоре возглавил духовную семинарию, где он преподавал богословие и литературу. Работал над латинско-китайским словарём. В 1893 году он стал настоятелем францисканского монастыря, основанного епископом Григорием Марией Грасси.
Во время Ихэтуаньского восстания в Китае преследовались христиане. По приказу губернатора провинции Шаньси Юй Сяня был арестован вместе с епископами Григорием Марией Грасси, Франциском Фоголлой, тремя священниками, семью монахинями, семью семинаристами и десятью мирянами.
Элиас Факкини был казнён 9 июля 1900 года с двадцатью шестью другими христианами.

## Прославление
Элиас Факкини был беатифицирован 27 ноября 1947 года Римским Папой Пием XII и канонизирован 1 октября 2000 года Римским Папой Иоанном Павлом II вместе с группой 120 китайских мучеников.
День памяти в Католической Церкви — 9 июля.

## Источник
- China’s Saints: Catholic Martyrdom During the Qing (1644—1911)